# Olestra
Olestra è un poliestere del saccarosio, prodotto per la prima volta nel 1968 dalla multinazionale statunitense Procter & Gamble. L'olestra è utilizzata come surrogato di grassi e oli nell'industria alimentare, negli Stati Uniti è anche conosciuta con il nome commerciale Olean.
L'olestra è un prodotto sintetico non presente in natura: gli enzimi intestinali umani e di altri animali non sono in grado di abbattere tale molecola, che viene quindi espulsa dal corpo, senza essere metabolizzata. Tale molecola è di interesse poiché il suo sapore è simile a quello dei grassi, per via delle catene lipidiche che circondano la molecola, mentre il suo contenuto calorico è nullo, non essendo assimilato dal corpo.
Il suo utilizzo in campo alimentare ha dato risultati deludenti, nell'intenzione dei produttori si tratterebbe di un prodotto altamente dietetico che consente di consumare grassi senza assorbirli. Ma studi recenti hanno dimostrato che l'assunzione di questi oli provoca spiacevoli effetti collaterali come un eccessivo aumento della motilità intestinale, feci oleose (steatorrea), crampi, dolori addominali,  ridotto assorbimento delle vitamine liposolubili (A;D;E;K e beta-carotene) e ridotto assorbimento dei farmaci liposolubili.
Per converso il suo utilizzo in campo medico sta dando risultati interessanti, dato che l'Olestra si lega facilmente con sostanze tossiche come diossina e PCB, e ne facilita l'eliminazione; recenti studi della University of Cincinnati School of Medicine nell'Ohio e della University of Western Australia indicano che l'Olestra potrebbe essere d'aiuto nella terapia dell'avvelenamento da diossina e da PCB, inclusi i sintomi della cloracne.
Inoltre il suo utilizzo si sta rivelando promettente nel campo della produzione di vernici e lubrificanti a basso impatto ambientale.